# Isidre Martínez Marzo
Isidre Martínez Marzo (València, 1964), és un poeta i traductor valencià.
Es va llicenciar Filologia Catalana el 1990. Des de llavors ha treballat com a traductor i corrector editorial, ha col·laborat amb diversos mitjans de comunicació, i ha treballat com a professor de Llengua i Literatura. Ha traduït de l'anglès obres de Gerard Manley Hopkins (El naufragi del Deutschland, 1992; Sonets complets, 1999) i de Dylan Thomas (Poesia reunida 1934-1952, 2015).
El 1986 va guanyar el Premi Senyoriu d'Ausiàs March de Beniarjó amb el poemari La casa perduda (1986). L'any 2005 va guanyar el Premi Cales Riba amb l'obra Hostes.

## Obra publicada

### Poesia
- La casa perduda. València: El Cingle, 1986.
- Inici de les hores. Barcelona: Edicions 62, 1987.
- Himnes. València: Alfons el Magnànim, 1990.
- L'altre encara. Alzira: Bromera, 1994.
- Camí de tornada. Alzira: Bromera, 1996.
- La tristesa de Sòcrates. Barcelona: La Magrana, 1999.
- Els adéus. Barcelona: Edicions 62, 2000.
- Sense mi. Denes: València, 2001.
- Hostes. Barcelona: Proa, 2006.[3]

### Narrativa
- Cementiri dels anglesos. València: Eliseu Climent, 2008.